# Kroksjö göl
Kroksjö göl är en sjö i Nybro kommun i Småland och ingår i Hagbyåns huvudavrinningsområde.